# Інтернаціоналізм (лексика)
Інтернаціоналізм — слово, що виникло спочатку в одній мові і потім з неї запозичене в більшість інших мов світу для позначення цього поняття. Так, спеціальні терміни більшості наук, назви технічних пристроїв (мікроскоп, телефон, супутник, Інтернет), громадських інститутів (поліція, республіка, академія), спортивна лексика (насамперед слово спорт), різного роду «екзотизми» (самурай, томагавк тощо) — є інтернаціоналізмами. Інтернаціоналізми (окрім останнього випадку) рідко бувають стовідсотковими, так як у ряді мов для них часто створюються не запозичення, а кальки.

## Греко-латинська лексика
У вузькому сенсі міжнародна лексика — це наукова та технічна термінологія, побудована найчастіше на базі латинської та давньогрецької мов.
Така термінологія присутня у всіх європейських мовах (крім ісландської, де широко використовується калька), у тому числі в романських (які самі походять від латинської) і в сучасній грецькій.

## Інтернаціоналізми англійського походження
У зв'язку зі значними успіхами Великої Британії і США в науці та техніці, з XIX століття багато англійських термінів були запозичені багатьма мовами світу, і цей процес продовжується і зараз. Хоча багато англійських слів самі походять від латини, все більше проявляється тенденція при запозиченні зберігати англійську вимову, а не реконструювати традиційну латинську (наприклад: комбайн, конфайнмент, Юнікод).

## Інтернаціоналізми арабського походження
В мовах тих народів, де панує мусульманська релігія, значуща частина наукових, філософських і релігійних термінів була запозичена з арабської мови (незначна їх частина — з перської). При використанні арабського письма зберігається і вихідне арабське написання.

## Інтернаціоналізми китайського походження
В країнах Східної та Південно-Східної Азії домінування китайської культури призвело до запозичення великої кількості китайських слів місцевими мовами. Там, де прижилася китайська писемність (в Кореї та Японії), китайські слова запозичувалися в письмовій формі, тобто продовжували писатися ієрогліфами.

## Інтернаціоналізми слов'янського походження
В деяких європейських мовах вживаються слова, запозичені зі слов'янських мов (російської, чеської), наприклад, «супутник», «робот», «соболь».